# Kujō Michiie
Kujō Michiie (jap. 九条 道家; * 1193; † 1252), auch Fujiwara no Michiie (藤原道家), war Kampaku und der Vater des Shogun Kujō Yoritsune. 
Er war ein Enkel von Kujō Kanezane (auch bekannt als Fujiwara no Kanezane).
Die Kujō unterstützen den Kitano-Schrein. Im Jahre 1219 spendete Kujō Michiie dem Schrein die Schriftrolle „Kitano Tenjin Engi Emaki“ (eine illustrierte Schriftrolle der Geschichte des Kitano-Schreines), eine vergrößerte Version wurde dem Schrein 1223 übergeben.
1226 erreichte Michiie es, seinen Sohn Yoritsune als 4. Shōgun des Kamakura-Shōgunates einsetzen zu lassen, wenn auch die tatsächliche Macht weiterhin bei den Hōjō-Regenten lag.
| Personendaten    | Personendaten                                                   |
| ---------------- | --------------------------------------------------------------- |
| NAME             | Kujō, Michiie                                                   |
| ALTERNATIVNAMEN  | 九条道家 (japanisch); 藤原道家 (japanisch); Fujiwara no Michiie |
| KURZBESCHREIBUNG | Kampaku und Vater des Shogun Kujō Yoritsune                     |
| GEBURTSDATUM     | 1193                                                            |
| STERBEDATUM      | 1252                                                            |